# Wu (estat)
|  | Aquest article tracta sobre l'estat de Primaveres i Tardors. Vegeu-ne altres significats a «Wu». |

L'Estat de Wu (xinès tradicional: 吳國, xinès simplificat: 吴国, pinyin: Wú Guó), també conegut com a Gou Wu (勾吳) o Gong Wu (工吳 o 攻吾), fou un dels estats vassalls durant la Dinastia Zhou Occidental i el període de les Primaveres i Tardors. L'Estat de Wu es trobava a la desembocadura del riu Yangtze a l'est de l'Estat de Chu. Considerat com un estat de semi-bàrbar pels antics historiadors xinesos, la seva capital era a Gusu (姑蘇), també coneguda com a Wu (吳), en l'actualitat Suzhou. Els governants de l'Estat de Wu tenia el cognom Ji (姬), el mateix que la família reial Zhou.

## Història
D'acord amb els Registres del Gran Historiador, els governants de Wu eren descendents de Taibo, l'oncle major del Rei Wen de Zhou. Adonant-se que el seu germà menor, Jili, era més savi que ell, i es mereixia heretar el tron, Taibo va fugir a Wu i es va establir allí. Tres generacions més tard, el Rei Wu de Zhou va derrotar-hi a l'últim emperador de la Dinastia Shang, i infeudà als descendents de Taibo en Wu.
L'Estat de Jin va aidar a l'ascensió al poder de Wu com un aliat útil contra l'Estat de Chu. En el 584 aEC, Wu es va revoltar en contra de l'Estat de Chu; aquest fet es va produir després que l'Estat de Wu va ser persuadit per Wuchen, un ministre de l'Estat de Jin que havia fet defecció de Chu.